# Ben-Hur (film din 1959)
Ben-Hur este un film realizat în anul 1959 de către regizorul american William Wyler, a treia ecranizare după romanul lui Lew Wallace, „Ben-Hur: A Tale of the Christ” („Ben-Hur: O poveste despre Cristos”, apărut în 1880). A avut premiera la cinematograful „Loew's” din New York la data de 18 noiembrie 1959. Filmul a câștigat unsprezece premii Oscar, inclusiv pentru Cel mai bun film, oferit producătorului Sam Zimbalist, performanță egalată abia după mulți ani de filmele Titanic (1997) și Stăpânul Inelelor: Întoarcerea Regelui (2003). Rolul principal, Ben-Hur, a fost interpretat de actorul american Charlton Heston.

## Rezumat
În filmul Ben-Hur, care are subtitlul „Poveste despre Hristos”, prezența lui Hristos este preponderentă. Personajul principal al filmului este evreul Judah Ben-Hur, un contemporan al lui Hristos, care se opune din toate puterile ocupației romane din Iudeea. Esther este martoră la Predica de pe Munte și este mișcată de cuvintele lui Isus. Îi spune lui Judah despre asta, dar el rămâne cu gust amar și nu este consolat. Aflând că Tirzah, sora sa, e pe moarte, Judah și Esther le duc pe ea și pe Miriam, mama lui Ben-Hur, amândouă bolnave de lepră, să îl vadă pe Isus, dar nu pot ajunge lângă el deoarece procesul său a început. Recunoscându-l pe Isus din timpul întâlnirii sale cu el când era în drum spre galere, Judah încearcă să îi dea apă în timpul drumului său spre Golgota. Judah este martor la răstignire. Imediat după moartea lui Isus, Tirzah și Miriam sunt însănătoșite printr-un miracol, la fel și inima și sufletul lui Judah.

## Subiect
Filmul începe cu clasica poveste a nașterii lui Isus Cristos. Douăzeci și șase de ani mai târziu, nobilul Judah Ben-Hur este un comerciant bogat în Ierusalim. Înainte de venirea noului guvernator roman, prietenul din copilărie al lui Ben-Hur, Messala, ajunge în Ierusalim la funcția de comandant al unei garnizoane romane. La început Judah și Messala sunt fericiți să se reîntâlnească după atâția ani, dar punctele lor de vedere politice diferite îi separă: Messala crede în gloria Imperiului Roman și în dominația acestuia asupra lumii, în vreme ce Ben-Hur este loial credinței și poporului său. Messala îi cere lui Ben-Hur să își avertizeze compatrioții cu privire la protestele și critica împotriva Romei.
Familia Hur are doi sclavi, care însă sunt tratați ca servitori respectați: pe bătrânul Simonides și pe fiica acestuia, Esther, care se pregătește de nuntă. Judah îi oferă acesteia libertatea drept cadou de nuntă; cei doi constată o anumită atracție unul față de celălalt.
În timpul paradei organizată în cinstea venirii noului guvernator, o țiglă de pe acoperișul casei lui Ben-Hur cade pe calul guvernatorului, aproape omorându-l. Deși Messala știe că a fost un accident, îl condamnă pe Judah la muncă pe galere, iar pe Miriam și Tirzah, mama și sora lui Judah, le trimite la închisoare. Ben-Hur jură să se întoarcă și să se răzbune. În drum spre mare i se interzice să bea apă când el și ceilalți sclavi ajung în Nazaret. Cade, pierzându-și voința de a mai trăi, când încă necunoscutul Isus Cristos îi dă apă și o motivație de a trăi.
După trei ani pe galerele romane, nava pe care se află Ben-Hur este aleasă ca navă-amiral pentru Quintus Arrius, trimis de către împărat pentru a distruge o flotă de pirați macedoneni. Noul comandant al lui Ben-Hur observă voința acestuia de a supraviețui, deși refuză să îl trimită în echipa de gladiatori a lui Arrius, spunând că Dumnezeu o să-l ajute.
Pirații atacă flota, iar galera lui Arrius este scufundată, dar Ben-Hur reușește să-l salveze pe Arrius, care de două ori amenință că se sinucide. În curând sunt salvați de o navă a flotei romane învingătoare. Arrius îi cere împăratului Tiberius Cezar să anuleze toate acuzațiile împotriva lui Ben-Hur iar mai târziu îl va adopta pe Judah ca fiu al său. În lunile care au urmat Judah a învățat metodele romane, inclusiv cursele de care cu cai, devenind un expert în acest domeniu.
Se va întoarce în Iudeea, unde află ca Esther nu s-a căsătorit și că este încă îndrăgostită de el. El cere lui Messala să elibereze pe mama și sora ei. Când soldații intră în celulă, află că acestea au lepră și le alungă din oraș. Esther, care știe adevărul, pentru a-l scuti de suferințe și mai mari, îi spune lui Judah că mama și sora lui au murit în închisoare.
Șeicul arab Ildeerim, cu care Judah a devenit prieten, deține patru cai arabi magnifici și dorește ca aceștia să fie bine antrenați pentru cursele de care. Văzând că Judah se pricepe la aceste lucruri, Ildeerim îl roagă să fie conducătorul carului în cursa la care asista noul guvernator, Ponțiu Pilat. Ben-Hur acceptă după ce află ca Messala, considerat cel mai bun conducător de care din Iudeea, va fi și el concurent.
Judah câștigă cursa, învingându-l pe Messala, în ciuda metodelor necinstite folosite de acesta. (Scena acestei curse de care cu cai a rămas celebră în toată istoria cinematogarfiei.) Messala este grav rănit în cursă și, deși pe moarte, pentru a se răzbuna pe Judah îi divulgă acestuia că mama și sora sa se află în Valea Leproșilor. Deși și-a îndeplinit dorința de răzbunare împotriva lui Messala, sufletul lui Judah rămâne neîmplinit. Însă după răstignirea lui Cristos se întâmplă un miracol: mama și sora lui Judah se vindecă.

## Distribuție
- Charlton Heston ca Judah Ben-Hur
- Jack Hawkins ca Quintus Arrius
- Haya Harareet ca Esther
- Stephen Boyd ca Messala
- Hugh Griffith ca Sheik Ilderim
- Martha Scott ca Miriam
- Cathy O'Donnell ca Tirzah
- Sam Jaffe ca Simonides
- Finlay Currie ca Balthasar și narator
- Frank Thring ca Pont din Pilat
- Terence Longdon ca Drusus
- George Relph ca Tiberius Caesar
- André Morell ca Sextus
- Claude Heater ca Isus din Nazaret

## Producția
Ben-Hur a fost o producție extrem de scumpă, necesitând 300 de platouri pe o suprafață de 1,2 km pătrați. Cele 15 milioane de dolari au fost un risc asumat de compania Metro-Goldwyn-Mayer pentru a se salva de la faliment. Riscul a fost răsplătit, filmul având încasări de 75 de milioane de dolari (valoarea perioadei - anii 1950).
Multor actori renumiți ai epocii l-i s-a oferit rolul lui Judah Ben-Hur înaintea lui Charlton Heston. Burt Lancaster a refuzat rolul lui Ben-Hur deoarece „nu îi plăceau moralele violente ale poveștii”. Paul Newman l-a refuzat deoarece considera ca nu avea picioare potrivite pentru a purta tunică.

## Premiile Oscar obținute
- Cel mai bun film, oferit producătorului Sam Zimbalist
- Cel mai bun actor, oferit actorului Charlton Heston
- Cel mai bun rol secundar masculin, oferit actorului Hugh Griffith
- Cel mai bun regizor, oferit lui William Wyler
- Cele mai bune decoruri, oferite colectivului format din William Harining, Hugh Hunt și Edward Crofogno
- Cea mai bună imagine color, oferită lui Robert Surtees
- Cea mai bună creație de costume, oferită lui Elisbeth Hoffenden
- Cele mai bune efecte speciale, oferite colectivului format din A. Arnold Gilepsie (vizuale), Robert MacDonald (vizuale) și Milo B. Lory (efecte acustice)
- Cel mai bun montaj, oferit colectivului format din John D. Duning și Ralph E. Winters
- Cea mai bună muzică de film, oferită lui Miklós Rózsa
- Cea mai bună coloană sonoră, obținută de Franklin Milton